# Sci di fondo all'XI Festival olimpico invernale della gioventù europea
Le gare di sci di fondo all'XI Festival olimpico invernale della gioventù europea si sono svolte dal 18 al 22 febbraio 2013 sulla pista di Valea Râșnoavei di Predeal, in Romania. Il programma ha previsto sette gare: tre maschili, tre femminili ed una mista.

## Podi

### Ragazzi
| Evento                             | Oro               | Tempo            | Argento               | Tempo                 | Bronzo             | Tempo          |
| 7,5 km tecnica classica (dettagli) | Aleksej Červotkin | 18'49"4          | Ole Jørgen Bruvoll    | 18'58"9               | Marius Cebulla     | 19'11"2        |
| 10 km tecnica libera (dettagli)    | Aleksej Červotkin | 24'25"0          | Evgenij Vachrušev     | 24'58"6               | Ole Jørgen Bruvoll | 25'06"6        |
| Sprint (dettagli)                  | Aksel Rosenvinge  | Aksel Rosenvinge | Eirik Sverdrup Augdal | Eirik Sverdrup Augdal | Lauri Vuorinen     | Lauri Vuorinen |

### Ragazze
| Evento                           | Oro               | Tempo         | Argento            | Tempo              | Bronzo             | Tempo            |
| 5 km tecnica classica (dettagli) | Anastasija Sedova | 13'54"0       | Victoria Carl      | 13'56"1            | Natal'ja Neprjaeva | 13'57"7          |
| 7,5 km tecnica libera (dettagli) | Victoria Carl     | 20'15"3       | Anastasija Sedova  | 20'51"7            | Anamarija Lampič   | 21'05"5          |
| Sprint (dettagli)                | Victoria Carl     | Victoria Carl | Natal'ja Neprjaeva | Natal'ja Neprjaeva | Anamarija Lampič   | Anamarija Lampič |

### Misti
| Evento                            | Oro                                                                             | Tempo   | Argento                                                                | Tempo   | Bronzo                                                                              | Tempo   |
| Staffetta mista 4x5 km (dettagli) | Russia Aleksandr Bakanov Natal'ja Neprjaeva Aleksej Červotkin Anastasija Sedova | 56'09"7 | Germania Adrian Schuler Katharina Henning Marius Cebulla Victoria Carl | 57'36"9 | Norvegia Eirik Sverdrup Augdal Lotta Udnes Weng Ole Jørgen Bruvoll Tiril Udnes Weng | 58'35"9 |

## Medagliere
| Pos.   | Paese     | Oro | Argento | Bronzo | Totale |
| ------ | --------- | --- | ------- | ------ | ------ |
| 1      | Russia    | 4   | 3       | 1      | 8      |
| 2      | Germania  | 2   | 2       | 1      | 5      |
| 3      | Norvegia  | 1   | 2       | 2      | 5      |
| 4      | Slovenia  | 0   | 0       | 2      | 2      |
| 5      | Finlandia | 0   | 0       | 1      | 1      |
| Totale | Totale    | 7   | 7       | 7      | 21     |